# Артёмово (Конаковский район)
Артёмово — деревня в Конаковском районе Тверской области. Входит в состав Городенского сельского поселения.

## География
Находится в юго-восточной части Тверской области на расстоянии приблизительно 1 км на юго-запад от поселка Редкино.

## История
Известна была с 1627—1628 годов как пустошь, в 1700 году уже деревня. В 1859 году учтено 22 двора, в 1900 — 33. В советское время работали колхозы «1 августа» и им. Кирова.

## Население
Численность населения: 222 человека (1859 год), 270 (1900), 85 (русские 94 %) в 2002 году, 79 в 2010.

### Известные жители
- Шаталкин, Александр Васильевич (1924—1946) — наводчик орудия, Герой Советского Союза (1944).